# 曲阳公园
曲阳公园，又名精武体育公园，是上海市虹口区中部的一座城市公园，位于内环高架路（中山北二路）与逸仙高架路（中山北一路）交接处。公园内除园林景观之外，还设有多个运动场；公园内原先设有卡丁车赛道，后因噪音问题被拆除。

## 概述

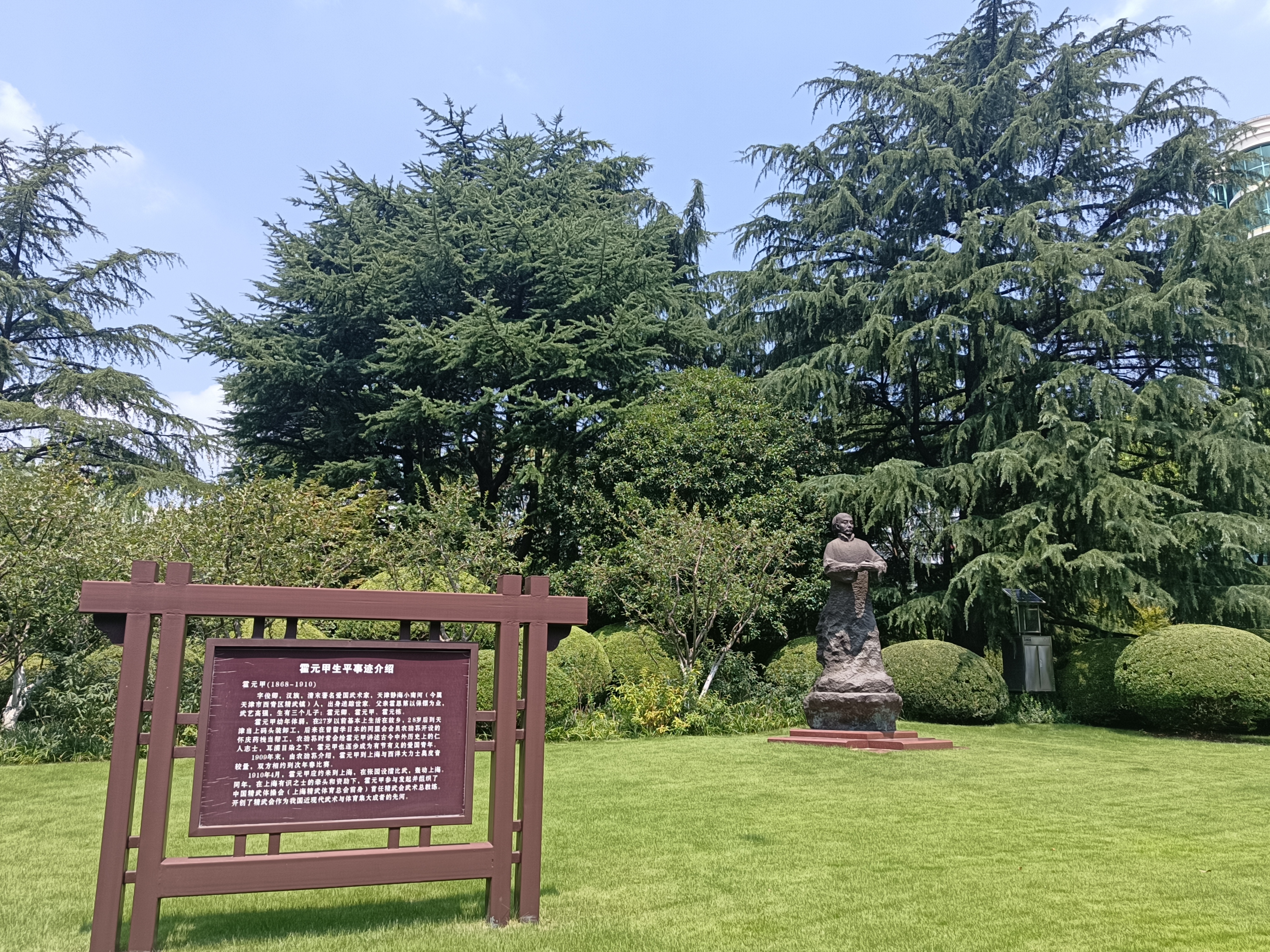
公园内的霍元甲铜像

曲阳公园由上海市园林设计院设计，于1996年11月动工兴建，1997年12月建成开放。公园总投资8000万元人民币，是市政府实事项目之一:综合公园。公园规划面积73,116平米，其中有少部分为房产开发用途，实际面积67,337平米，设计中以体育功能作为公园的主要特色。2004年评为上海市三星级公园，同年由于体制改革不再纳入事业编制，次年正式改组为有限公司:园林绿化管理。2010年评为四星级公园。2013年12月精武体育总会宣布曲阳公园将更名“精武体育公园”，次年启动改造，赛车场在此次改造中拆除，并增设一批运动场；同时为体现“精武”元素，公园内增设了霍元甲铜像和武术教授点。2021年，公园升为上海市五星级公园，成为虹口区首个五星级公园。

## 运动设施

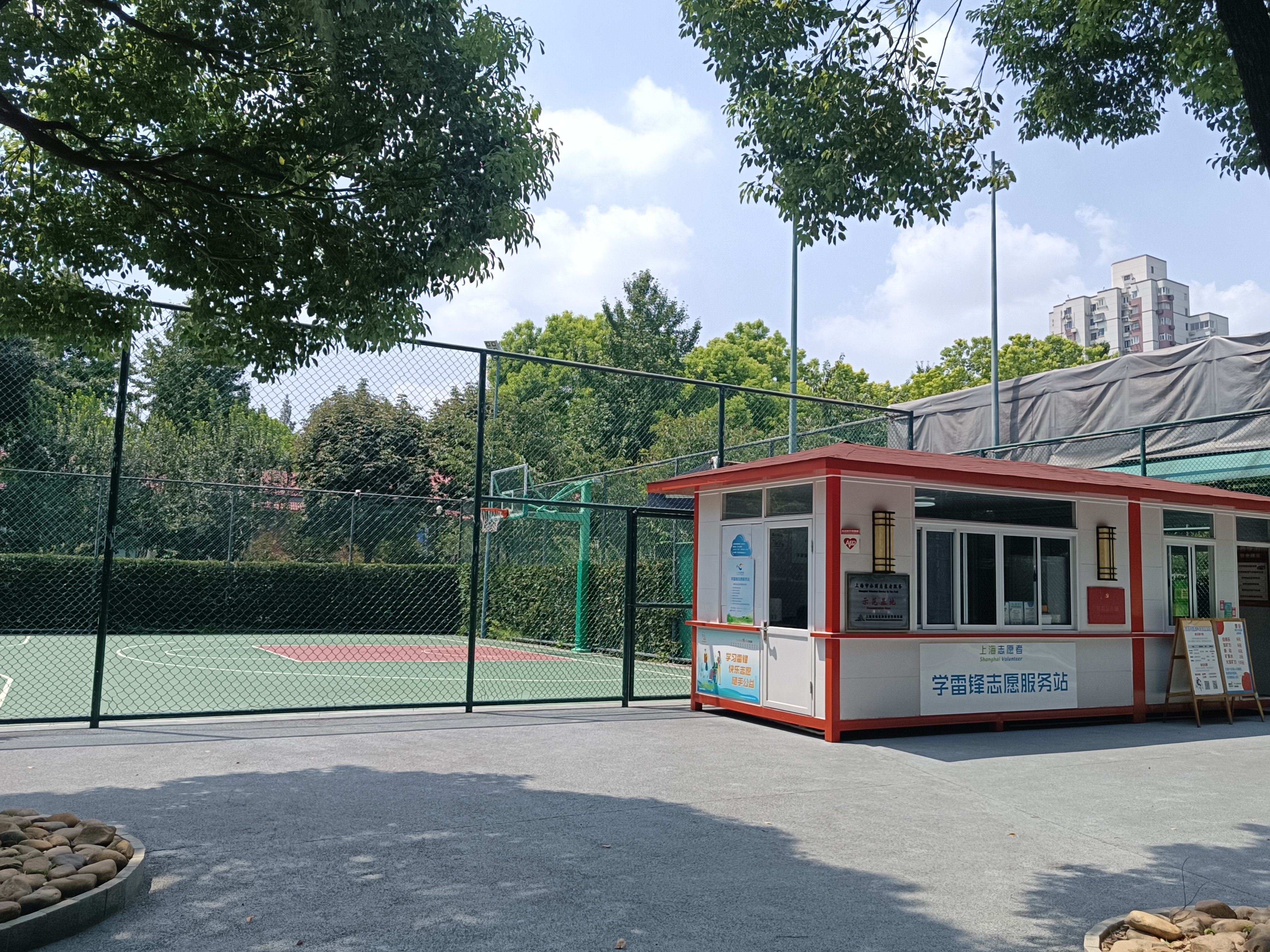
卡丁车赛车场拆除后，于原址建设的篮球场

公园西北部设有健身活动中心，为“一场多用”，可根据需求进行不同体育运动，设计上也可以独立于公园单独运行；西面主入口附近设有双人标准网球场，配有灯光照明设施，可以在夜间使用。此外，公园内还有羽毛球场、篮球场等运动场所:综合公园。
公园西南角原为卡丁车赛车区，设计上可以举办小规模比赛并设有看台观众席，同时也向游客提供了体验赛车的条件。由于噪音和污染问题该区域已被拆除，现改造为名为“春华秋实园”的休闲绿地，内设一座景观亭:综合公园。2007年，时年8岁的周冠宇在曲阳公园卡丁车场开始了卡丁车训练，并在之后屡创佳绩，最终成为中国第一名F1赛车手。

## 景观设计
公园总体设计为“中西合璧”，既具有欧式体育公园的特色，也纳入中式古典园林的手法。公园中部设有景观湖，由假山分隔成大致一大一小的两片，并在湖边布置水榭、竹亭等小型建筑。公园内种植有百余种植物，正门附近以香樟和雪松为主，内部游览区则以红叶李作为基础，并搭配各种开花植物作为景观亮点:综合公园，形成季节分明的常绿落叶混交林:公共绿地。其中，还有两颗树龄300年和150年的古银杏，现已纳入市级古树名录:古树名木。

## 环境
公园景观尚可，但环境受到一定污染。2006年的调查表明，由于临近两条高架路，公园表层土壤的铅含量高达173.43mg/kg，是上海地区背景值的7倍，为全市公园第二高（仅次于闸北公园的174.35mg/kg）。而公园的景观湖为封闭不流通水体（即俗称的“死水”），受污染严重，常出现蓝藻爆发，水质一度达到劣V类，2020年经过增设水泵、人工疏浚、调整动植物配置等方式整治后，恢复到Ⅲ类水质。此外景观湖整治前，公园内的蚊虫密度也大幅超过同类公园。